# Fatima Attif
Fatima Attif (فاطمة عاطف) est une actrice et une professeure d’art marocaine.

## Eléments biographiques
Elle est originaire de M'rirt, dans le Moyen Atlas, et prend goût au théâtre en participant à des spectacles durant sa scolarité. Elle poursuit dans cette voie, et devient diplômée de l'Institut supérieur d'art dramatique et d'animation culturelle,. À la suite de cette formation,  elle est affectée à Meknès, comme fonctionnaire du Ministère de la Culture, au sein d’une troupe régionale, à la suite d'une politique culturelle qui ne dure pas. Elle participe ensuite à plusieurs rôles au théâtre, mais aussi à la télévision et au cinéma, tout en travaillant aussi comme professeure d’art.

## Distinctions
Fatima Atef a remporté différents prix, notamment le prix du premier rôle féminin au Festival national du film à Tanger, en 2019 et le prix de la meilleure actrice au Festival du film arabe de Malmö (en), la même année. Lors de ses débuts au théâtre, elle s’était vu décernée le premier prix de l’interprétation féminine au Festival national du théâtre au Maroc. Mais en 2022, par exemple, elle reçoit le prix de la meilleure actrice au Festival international mensuel du film indépendant du Brésil, le BIMIFF, pour son interprétation dans Jours de printemps, de Imad Badi.

## Filmographie (extrait)
- 2006: WWW. What A Wonderful World, de Faouzi Bensaïdi[6]
- 2015 : Les larmes de Satan, d’Hicham El Jebbari
- 2018 : La Guérisseuse, de Mohamed Zineddaine
- 2019 : Les Femmes du Pavillon J, de Mohamed Nadif
- 2022 : Jours de printemps, de Imad Badi